# Sida hyalina
Sida hyalina är en malvaväxtart som beskrevs av P.A. Fryxell. Sida hyalina ingår i släktet sammetsmalvor, och familjen malvaväxter. Inga underarter finns listade i Catalogue of Life.